# ستيف كلاريدج
ستيف كلاريدج (بالإنجليزية: Steve Claridge)‏ هو ناقد رأي ‏ ومدرب كرة قدم ومعلق رياضي ولاعب كرة قدم بريطاني، ولد في 10 أبريل 1966 في بورتسموث في المملكة المتحدة. لعب مع برادفورد سيتي وبرايتون أند هوف ألبيون وبرمنغهام سيتي وكامبريدج يونايتد وكريستال بالاس وليستر سيتي ونادي ألدرشوت ونادي برينتفورد ونادي بورتسموث ونادي بورنموث ونادي غيلينغهام ونادي فارم تاون ونادي لوتون تاون ونادي ميلوول ونادي والسول وويكمب وندررز ونادي ويموث ووولفرهامبتون واندررز.

## وصلات خارجية
- ستيف كلاريدج على موقع قاعدة بيانات كرة القدم.إي يو (الإنجليزية)
- ستيف كلاريدج على موقع Soccerbase.com (لاعب) (الإنجليزية)
- ستيف كلاريدج على موقع Soccerbase.com (مدرب) (الإنجليزية)
- ستيف كلاريدج على موقع عالم كرة القدم.نت (الإنجليزية)